# Martina Harms-Aalto
Martina Harms-Aalto född 1963 är en finlandssvensk politiker (för SFP), journalist, reporter och sångerska.